# Anton Schwab
Anton Schwab, slovenski zdravnik, skladatelj in šahist, * 7. januar 1868, Prebold, † 29. januar 1938, Ljubljana.

## Biografija
Rodil se je kot sin znanega usnjarja, posestnika in gostilničarja iz stare usnjarske rodbine. S šolanjem je pričel v rodnem Preboldu in ga kasneje nadaljeval na eni izmed celjskih gimnazij. Po uspešno opravljeni maturi, je v Gradcu študiral medicino in se nato v letih 1894-95 izpopolnjeval v ljubljanski bolnišnici.
Kot krajevni zdravnik je bila njegova prva zaposlitev na Vranskem. S preselitvijo v Celje, pa je kot mestni fizik organiziral vso zdravstveno službo. Že kot zdravnik splošne medicine, se je ponovno vpisal na študij stomatologije in leta 1902 opravil specializacijo za zobozdravstvo. Zdravstveno stanje prebivalstva je skušal izboljšati na različne načine, zato je po Spodnjem Štajerskem in v Ljubljanski kotlini organiziral prek 500 poljudnih zdravstvenih predavanj o higieni, negi zob, alkoholizmu in drugih zdravstvenih tematikah. Posrečilo se mu je tudi nekaj pomembnih zobozdravniških iznajdb. 
Že kot otroku, je Schwabu veliko pomenila glasba, ki je postala in ostala njegova življenjska sopotnica. Namreč, naučil se je igranja na klavir, citre in tamburico, med službovanjem na Vranskem, pa na besedilo Ksaverja Meška skomponiral že prvo zborovsko pesem Zdrava Marija. Sprva je komponiral le narodne pesmi, kasneje pa večinoma za mešane in moške pevske zbor. V letih 1903-13 je bil celo zborovodja Celjskega pevskega društva in pevskega zbora Oljka.
Poleg tega je objavljal tudi glasbene kritike in bil pisec člankov s področja medicine, kot šahist in ustanovitelj Celjskega šahovskega kluba, pa se je oglašal še v listih Šah.

## Izbrana bibliografija
Njegova bibliografija šteje več bibliografksih enot, pisanih kot avtorska ali soavtorska dela s področja glasbe. Čeprav je bil v slednji samouk, so vse melodije komponiranih skladb iz ljudstva pognale globoko občutenje in solidno oblikovanje, ki je z izvajanjem zadovoljevalo tudi strokovnjake tovrstnega področja. Kompozicije za tamburaške zbore in citre so se izgubile, ohranile pa za  otroške, moške in mešane pevske zbore:
- Schwab, A. (1909). Večer na morju: [moški zbor]. Celje: ?.
- -- (1913). Zdrava Marija!: mešani zbor. Ljubljana: ?.
- -- (1913). Zdaj sam le sem zahajam ---: mešani zbor. Ljubljana: ?.
- -- (1913). Vasovalec?: mešani zbor. Ljubljana: ?.
- -- (1913). Slanica: moški zbor. Ljubljana: ?.
- -- (1913).  Sinoči sem na vasi bil: moški zbor: narodna iz Šaleške doline. Ljubljana: ?.
- -- (1913). Oj dekle kaj s'tak žalostno?: moški zbor. Ljubljana: ?.
- -- (1913). Moji devojčici: mešani zbor . Ljubljana: ?.
- -- (1913). Kanglica: mešani zbor . Ljubljana: ?.
- -- (1913). Dekletce podaj mi roko: moški zbor. Ljubljana: ?.
- -- (1946). Na lipici zeleni...: mešani zbor. V: Naši zbori, letn. 1 (št.2), str.: 17.
- -- (1954). Zorica: otroškiki zbor. V: Naši zbori, letn. 9 (št.2), str.: 32.
- -- (1954). Dekle mi v ogradi rož'ce sadi: mešani zbor. V: Naši zbori, letn. 9 (št.2), str.: 22.
- -- (1959). Oj dekle, kaj tak žalostno: moški zbor. V: Naši zbori, letn. 14 (št.3), str.: 40.
- -- (1972)1/2. Pivska: moški zbor. V: Naši zbori, letn. 24 (št.1-2), str.: 23.
- -- (1972)1/2. Minila že hladna je zima: moški zbor. V: Naši zbori, letn. 24 (št.1-2), str.: 22.

## Problemski šah
Njegova strast je bil tudi šah. Ni le igral te kraljevske igre, temveč je s posebno velikim veseljem reševal in objavljal šahovske probleme. Po mnenju mnogih poznavalcev je veljal v svojem času za enega najboljših šahovskih problemistov na Slovenskem. 

## Poimenovanje po osebi
- MePZ Antona Schwaba.[1]
- Ulicva Antona Schwaba.[2]